# Saputo
Saputo Inc. es una compañía canadiense de productos lácteos que tiene su sede principal en Montreal, Quebec, Canadá.  La empresa fue fundada como una tienda de quesos en 1956 por Lino Saputo, un inmigrante italiano.
Aparte de su sede principal en Canadá, en la actualidad tiene operaciones en Estados Unidos, Australia y Argentina.
Los principales productos de la compañía incluyen: Saputo, Alexis de Portneuf, Armstrong, Baxter, Dairyland, Danscorella, De Lucia, Dragone, DuVillage 1860, Frigo, Kingsey, La Paulina, Molfino, Nutrilait, Ricrem, Stella, Treasure Cave, HOP&GO!, Rondeau y Vachon.
La empresa tiene como empresas subsidiarias en Canadá: Dairyland Canadá, Neilson Dairy y Vachon.